# Lajedo de Soledade
Lajedo de Soledade är en fornlämning i Brasilien.   Den ligger i kommunen Apodi och delstaten Rio Grande do Norte, i den östra delen av landet, 1 600 km nordost om huvudstaden Brasília. Lajedo de Soledade ligger 114 meter över havet.
Terrängen runt Lajedo de Soledade är platt. Närmaste större samhälle är Apodi, 17,0 km söder om Lajedo de Soledade.
Omgivningarna runt Lajedo de Soledade är huvudsakligen savann. Runt Lajedo de Soledade är det glesbefolkat, med 19 invånare per kvadratkilometer.